# 鴨島町粟島
鴨島町粟島（かもじまちょうあわじま）は、徳島県吉野川市の大字。郵便番号は〒776-0015。

## 地理
吉野川市の北部に位置。北は吉野川の南岸堤防を境界として阿波市、南は鴨島町西麻植、西は川島町桑村、東は鴨島町知恵島に接する。
全域が平坦地で、農作物は稲・ビール麦などのほか、かつては乳牛飼育が盛んであった。

### 河川
- 吉野川

### 小字
- 前須賀

## 歴史
- 2004年（平成16年）10月1日 - 麻植郡鴨島町が川島町・山川町・美郷村と合併して吉野川市となり、現在の町名となる。

## 施設
- 弁財天神社

## 交通

### 道路
都道府県道
- 徳島県道122号板野川島線
- 徳島県道237号切幡川島線